# Faster, Cheaper and Better Looking
Faster, Cheaper and Better Looking – dziewiąty album studyjny zespołu Chelsea wydany w sierpniu 2005 przez wytwórnie: Captain Oi! (Wielka Brytania) i TKO Records (Stany Zjednoczone). Materiał nagrano w londyńskich studiach "Ocean" i "Pink Gun".

## Lista utworów
1. "Living in the Urban U.K." – 5:00
2. "Sod the War" – 3:16
3. "Bad Advice" – 3:00
4. "New Utopia" – 2:33
5. "Cosy Family Way" – 3:38
6. "Sliding Down a Stream" – 4:08
7. "K.X.L.U. (Radio)" – 3:51
8. "We Don't Want It" – 3:48
9. "45 RPM" – 2:53
10. "Ritalin Kid" – 	4:36
11. "And I Love You" – 3:03
12. "If We Knew Then" – 2:57

Bonus (TKO Records)
1. "Mr. Ferry's Son" – 2:27
2. "Home – 2:37

## Skład
- Gene October – śpiew
- James Stevenson – gitara, dalszy wokal
- Tony Barber – gitara basowa
- Chris Bashford – perkusja, dalszy wokal

produkcja
- Mark Bhalla – inżynier dźwięku
- James Stevenson – inżynier dźwięku, producent
- Chris Bashford – producent